# Dyskografia G-Unit
Poniżej została ukazana dyskografia amerykańskiego zespołu hip-hopowego G-Unit. Artykuł zawiera dwa studyjne albumy, serię mixtape’ów, single, występy gościnne oraz teledyski.

## Albumy

### Studyjne
| Rok  | Tytuł                                                                                                   | Najwyższa pozycja | Najwyższa pozycja | Najwyższa pozycja | Najwyższa pozycja | Najwyższa pozycja | Najwyższa pozycja | Najwyższa pozycja | Najwyższa pozycja | Najwyższa pozycja | Najwyższa pozycja | Najwyższa pozycja | Najwyższa pozycja | Najwyższa pozycja | Certyfikacje i sprzedaż |
| Rok  | Tytuł                                                                                                   | US                | US R&B            | UK                | FRA               | CAN               | AUS               | SWE               | CH                | IRE               | BEL               | NZ                | NED               | AUT               | Certyfikacje i sprzedaż |
| ---- | --- | ----------------- | ----------------- | ----------------- | ----------------- | ----------------- | ----------------- | ----------------- | ----------------- | ----------------- | ----------------- | ----------------- | ----------------- | ----------------- | ----------------------- |
| 2003 | Beg for Mercy - Data wydania: 14 listopada, 2003 - Wytwórnia: G-Unit/Interscope - Format: CD, LP        | 2                 | 2                 | 13                | 39                | 5                 | 30                | 58                | 28                | 10                | 31                | 26                | 38                | –                 | - US: 2× platyna        |
| 2008 | T.O.S: Terminate on Sight - Data wydania: 1 lipca, 2008 - Wytwórnia: G-Unit/Interscope - Format: CD, LP | 4                 | 2                 | 39                | 61                | 4                 | 35                | –                 | 25                | 35                | 46                | 30                | 65                | 44                | - US: 250.000           |

### Ścieżka dźwiękowa
| Rok  | Tytuł | Najwyższa pozycja | Najwyższa pozycja | Najwyższa pozycja | Najwyższa pozycja | Najwyższa pozycja | Najwyższa pozycja | Najwyższa pozycja | Najwyższa pozycja | Najwyższa pozycja | Najwyższa pozycja | Najwyższa pozycja | Certyfikacje  |
| Rok  | Tytuł | U.S.              | U.S. R&B          | U.S. TST          | CAN               | GER               | FRA               | AUS               | CH                | NZ                | AUT               | UK                | Certyfikacje  |
| ---- | --- | ----------------- | ----------------- | ----------------- | ----------------- | ----------------- | ----------------- | ----------------- | ----------------- | ----------------- | ----------------- | ----------------- | ------------- |
| 2005 | Get Rich or Die Tryin’ - Data wydania: 8 listopada, 2005 - Wytwórnia: G-Unit/Interscope - Format: CD, LP | 2                 | 1                 | 1                 | 2                 | 15                | 35                | 22                | 23                | 19                | 18                | 39                | - US: platyna |

### Mixtape’y
| Rok  | Seria mixtape’ów G-Unit Radio                                                |
| ---- | ---------------------------------------------------------------------------- |
| 2003 | - Smokin' Day 2 (G-Unit Radio Part 1) - Wytwórnia: G-Unit/Shadyville         |
| 2003 | - International Ballers (G-Unit Radio Part 2)                                |
| 2003 | - Takin' It to the Streets (G-Unit Radio Part 3)                             |
| 2003 | - No Peace Talks! (G-Unit Radio Part 4)                                      |
| 2004 | - All Eyez on Us (G-Unit Radio Part 5)                                       |
| 2004 | - Motion Picture Shit (G-Unit Radio Part 6)                                  |
| 2004 | - King of New York (G-Unit Radio Part 7)                                     |
| 2004 | - The Fifth Element (G-Unit Radio Part 8)                                    |
| 2005 | - G-Unit City (G-Unit Radio Part 9)                                          |
| 2005 | - 2050 Before the Massacre (G-Unit Radio Part 10)                            |
| 2005 | - Bulletproof Radio (G-Unit Radio Part 11)                                   |
| 2005 | - So Seductive (G-Unit Radio Part 12)                                        |
| 2005 | - The Return of the Mixtape Millionaire (G-Unit Radio Part 13)               |
| 2005 | - Back to Business (G-Unit Radio Part 14)                                    |
| 2005 | - Are You a Window Shopper? (G-Unit Radio Part 15)                           |
| 2006 | - 10 Years of Hate (G-Unit Radio Part 16)                                    |
| 2006 | - Best in the Bizness (G-Unit Radio Part 17)                                 |
| 2006 | - Rags to Riches (G-Unit Radio Part 18)                                      |
| 2006 | - Rep Yo Click (G-Unit Radio Part 19)                                        |
| 2006 | - Best in the Bizness 2 (G-Unit Radio Part 20)                               |
| 2006 | - Hate It or Love It (G-Unit Radio Part 21)                                  |
| 2006 | - 'Hip Hop Is Dead - Verse 2 (G-Unit Radio Part 22) - Sprzedaż w U.S.: 4.221 |
| 2007 | - Finally Off Papers (G-Unit Radio Part 23)                                  |
| 2007 | - Clean Up Man (G-Unit Radio Part 24)                                        |
| 2007 | - Sabrina's Baby Boy (G-Unit Radio Part 25)                                  |

| Rok  | Seria mixtape’ów G-Unit Radio West                   |
| ---- | ---------------------------------------------------- |
| 2006 | - LA American Wasteland (G-Unit Radio West Volume 1) |

| Rok  | Seria mixtape’ów G-Unit                                |
| ---- | ------------------------------------------------------ |
| 2002 | - 50 Cent Is the Future                                |
| 2002 | - No Mercy, No Fear                                    |
| 2002 | - God’s Plan                                           |
| 2003 | - G-Unit: Automatic Gunfire                            |
| 2003 | - Bulletproof: G-Unit Part 5: Hosted By Dave Chappelle |

| Rok  | Seria mixtape’ów ThisIs50                                                 |
| ---- | ------------------------------------------------------------------------- |
| 2008 | - Return Of The Body Snatchers (Volume 1) - Data wydania: 12 lutego, 2008 |
| 2008 | - Elephant In The Sand (Volume 2) - Data wydania: 11 marca, 2008          |
| 2008 | - Sincerely Yours, Southside (Volume 3) - Data wydania: 20 czerwca, 2008  |
| 2008 | - S.O.D. (Volume 4) - Data wydania: 29 września, 2008                     |

## Single

### Studyjne
| Rok                            | Tytuł                                             | Najwyższa pozycja | Najwyższa pozycja | Najwyższa pozycja | Najwyższa pozycja | Najwyższa pozycja | Najwyższa pozycja | Najwyższa pozycja | Najwyższa pozycja | Najwyższa pozycja | Najwyższa pozycja | Album                     |
| Rok                            | Tytuł                                             | US                | US R&B            | US Rap            | UK                | GER               | FRA               | AUS               | BEL               | IRE               | NZ                | Album                     |
| ------------------------------ | ------------------------------------------------- | ----------------- | ----------------- | ----------------- | ----------------- | ----------------- | ----------------- | ----------------- | ----------------- | ----------------- | ----------------- | ------------------------- |
| 2003                           | „Stunt 101”                                       | 13                | 7                 | 5                 | 25                | 14                | 63                | 32                | 41                | 23                | 13                | Beg for Mercy             |
| 2003                           | „Poppin’ Them Thangs”                             | –                 | 66                | –                 | 10                | –                 | –                 | –                 | 24                | 11                | –                 | Beg for Mercy             |
| 2003                           | „My Buddy”                                        | –                 | –                 | –                 | –                 | –                 | –                 | –                 | –                 | –                 | –                 | Beg for Mercy             |
| 2004                           | „Wanna Get to Know You” (featuring Joe)           | 15                | 10                | 5                 | 27                | –                 | –                 | 30                | –                 | 34                | 26                | Beg for Mercy             |
| 2004                           | „Smile”                                           | –                 | 72                | –                 | –                 | –                 | –                 | –                 | –                 | 34                | –                 | Beg for Mercy             |
| 2008                           | „I Like the Way She Do It” (featuring Young Buck) | 95                | 54                | 23                | 117               | –                 | –                 | –                 | –                 | –                 | –                 | T.O.S: Terminate on Sight |
| 2008                           | „Rider Pt. 2” (featuring Young Buck)              | 122               | 83                | –                 | –                 | –                 | –                 | –                 | –                 | –                 | –                 | T.O.S: Terminate on Sight |
| „–” pozycja nie była notowana. |                                                   |                   |                   |                   |                   |                   |                   |                   |                   |                   |                   |                           |

### Gościnnie
| 2003                           | „P.I.M.P. (remix)” (z 50 Centem)                               | 3  | 2  | 1  | Get Rich or Die Tryin’ |
| 2004                           | „Ride Wit U” (z Joe)                                           | 56 | 22 | –  | And Then...            |
| 2006                           | „Rompe (International remix)” (z Daddy Yankee & Nelly Furtado) | 24 | 89 | 16 | Barrio Fino En Directo |
| "–" pozycja nie była notowana. |                                                                |    |    |    |                        |

## Występy gościnne
| Rok  | Utwór                         | Artysta                             | Album                     |
| ---- | ----------------------------- | ----------------------------------- | ------------------------- |
| 2003 | „Bump Heads”                  | Eminem                              |                           |
| 2004 | „DPG-Unit”                    | Snoop Dogg, Daz Dillinger, Soopafly | Straight Outta Cashville  |
| 2004 | „Loyal To The Game”           | 2Pac                                | Loyal To The Game         |
| 2007 | „Talk 'Bout Me”               | DJ Drama                            | Gangsta Grillz: The Album |
| 2008 | „Así Soy (Rider Pt. 2 Remix)” | Wisin & Yandel                      |                           |

## Teledyski
| Rok  | Tytuł                      | Reżyser                              |
| ---- | -------------------------- | ------------------------------------ |
| 2003 | „Stunt 101”                | Bryan Barber                         |
| 2003 | „Poppin’ Them Thangs”      | Mr. X                                |
| 2003 | „My Buddy”                 | Chris „Broadway” Romero              |
| 2004 | „Wanna Get to Know You”    | Jessy Terrero                        |
| 2004 | „Smile”                    | Jessy Terrero & Antoinette Parkinson |
| 2008 | „I Like the Way She Do It” | Jessy Terrero                        |
| 2008 | „Rider Pt. 2”              | Jessy Terrero                        |
| 2008 | „Close to Me”              | Chris 'Broadway' Romero              |
| 2008 | „Get Down”                 | The ICU                              |
| 2009 | „I'll Be The Shooter”      | Chris 'Broadway' Romero              |